# Caravis
Caravis, Carabis o Karauez fue una antigua ciudad celta o celtíbera que se situaba en el alto de La Molilla (Magallón, provincia de Zaragoza) hasta que en el siglo I se trasladó al pie de la muela.
Era habitada por la tribu celta, posiblemente con raíces galas, resultado de una expansión celta más reciente que la de los celtíberos.

## Etimología
Algunos autores han propuesto que Karauez proviene de la palabra vasca "gara" (cúspide, alto).

## Monedas
Emitió monedas de bronce con un peso medio de 11.25 gramos. Usan en el anverso una cabeza masculina mirándo a la derecha y delante un delfín mientras que su reverso muestra un lancero a caballo con casco apuntando a la derecha.

## Historia
En 180 a. C., Caravis fue asediada por los habitantes de la ciudad de Complega (celtíberos lusones).
Durante la dominación romana fue una mansio situada a 18 millas de Turiaso (actual Tarazona) y a 37 millas de Caesaraugusta (actual Zaragoza) en la vía romana Ab Asturica por Cantrabriam Caesaraugustam (de Astorga hacia Zaragoza).